# Pachyprosopis eucalypti
Pachyprosopis eucalypti är en biart som beskrevs av Exley 1972. Pachyprosopis eucalypti ingår i släktet Pachyprosopis och familjen korttungebin. Inga underarter finns listade i Catalogue of Life.

## Utbredning
Artens utbredningsområde är Australien.